# Ил Римесоне (Латина)
Ил Римесоне је насеље у Италији у округу Латина, региону Лацио.
Према процени из 2011. у насељу је живело 32 становника. Насеље се налази на надморској висини од 62 м.